# Acacia bullockii
Acacia bullockii é uma espécie de leguminosa do gênero Acacia, pertencente à família Fabaceae.